# Keude Blangme
Keude Blangme is een bestuurslaag in het regentschap Aceh Utara van de provincie Atjeh, Indonesië. Keude Blangme telt 231 inwoners (volkstelling 2010).